# The Rover
«The Rover» — песня британской рок-группы Led Zeppelin, написанная гитаристом Джимми Пейджем и вокалистом Робертом Плантом.

## Запись и релиз
Написание песни началось в 1970 году в Bron-Yr-Aur, деревенском приюте в Южной Сноудонии, Уэльс. Первоначально это была акустическая композиция, но после записи в Stargroves во время записи альбома Houses of the Holy в 1972 году она приобрела хард-роковую аранжировку. Песня не была включена в альбом, но после того, как Джимми Пейдж добавил несколько гитарные наложения в 1974 году, он был добавлен к следующему альбому Led Zeppelin, Physical Graffiti.

## Рецензии критиков
В ретроспективном обзоре на делюкс-издание Physical Graffiti Джон Хадусек из Consequence of Sound охарактеризовал гитарные партии Джимми Пейджа на «The Rover» как одни из его самых недооценённых партий, которые он когда-либо записывал.